# 抢劫

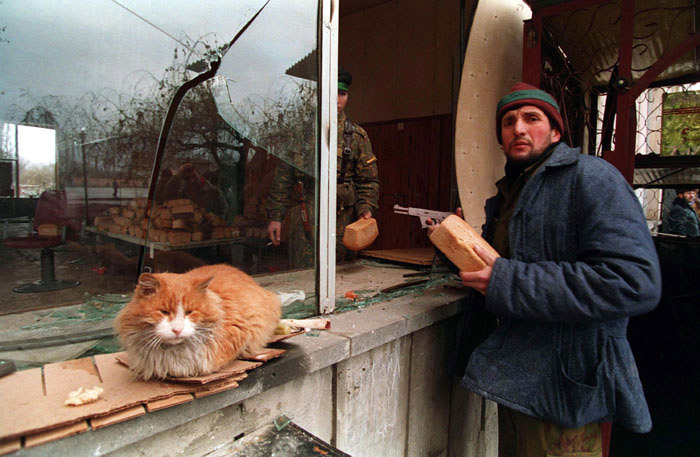
車臣戰爭中的搶劫行為

搶劫，亦称打劫、行搶，是指以暴力或威嚇，奪取對方對某物之所有權的一種犯罪行為。抢劫是對他人的財產權、人身安全的嚴重侵害，也嚴重背棄人類文明價值，因此各國的刑罰皆極重。進行搶劫的罪犯被稱為「搶匪」或「強盜」。与盗窃不同，絕大多數的搶劫都包含了暴力的成份，有時候會轉變成殺害被搶劫者的情況。搶劫通常發生在都會區或郊县、冷僻地区。在大部分的法律定義中，搶劫的詳細定義會依照不同的審判而有差異。
與侵占、偷竊等其他竊盜種類的犯罪不同的是，搶劫帶有暴力的成份。海盜就是搶匪的一種。武裝搶劫包含了武器的使用。車輛劫持（Carjacking）是一種從被害人手中奪走車輛的搶劫，最近在美國與加拿大這類的犯罪案件迅速增多。銀行、金鋪經常會成為搶劫的目標。

## 相關法律

### 中华人民共和国
抢劫罪指以非法占有为目的，以暴力、胁迫或者其他方法，强行劫取公私财物的行为。抢劫罪是侵犯财产中最严重的犯罪，故而对于所抢的数额没有限制性规定，但如情节显著轻微危害不大则不认为是犯罪。根据刑法第267条，携带凶器抢夺的，也以抢劫罪论处。刑法269条还规定，犯盗窃、诈骗、抢夺罪，为窝藏赃物、抗拒抓捕或者毁灭罪证而当场使用暴力或者以暴力相威胁的，也按照抢劫论处。
抢劫罪按情节之不同，最低刑罚为3年以上有期徒刑，最高刑罚为死刑。被列為八大罪之一，通常從重判刑。

#### 香港特別行政區
根據盜竊罪條例第10條，任何人如偷竊，而在緊接偷竊之前或在偷竊時，為偷竊而向任何人使用武力，或使或試圖使任何人害怕會在當時當地受到武力對付，即屬犯搶劫罪。循公訴程序定罪後，最高可處終身監禁。

### 中華民國（臺灣）
根據《中華民國刑法》第2編第30章《搶奪強盜及海盜罪》，意圖為自己或第三人不法之所有，以強暴、脅迫、藥劑、催眠術或他法，至使不能抗拒，而取他人之物或使其交付者，為強盜罪，處五年以上有期徒刑。犯強盜罪因而致人於死者，處死刑、無期徒刑或10年以上有期徒刑；致重傷者，處無期徒刑或七年以上有期徒刑。若造成被害人重傷，將處3年以上、10年以下的有期徒刑。
此外在同章中的第329條，還定義了「準強盜罪」的規範。若在竊盜或搶奪後，為了防護贓物、脫免逮捕或湮滅罪證，而當場使用強暴或脅迫之手段，將以強盜論。

## 騎乘摩托車搶劫

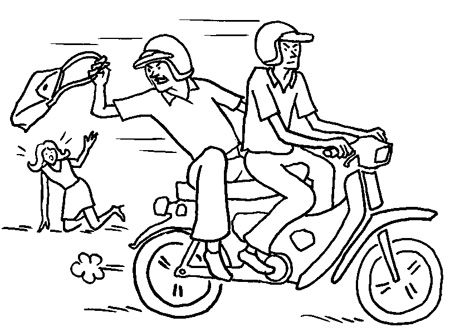
騎乘摩托車的搶匪正在搶奪一名婦女的皮包（示意圖）

在台灣、中国大陆、澳門、馬來西亞与其他東南亞地區，常會發生搶匪騎乘摩托車搶劫的犯罪。在英語中被稱為，汉语通常称之为“飞车党”。搶匪通常是兩人一起行動，一人負責騎乘摩托車，另一人經過被害人旁邊趁其不注意時，瞬間搶奪被害人手中的皮包或財物，隨之逃逸。一個搶匪負責騎車，另外一個則負責搶劫。這種搶案在各種地方都有可能發生，甚至包括熱鬧的商業區。
中国大陆一些城市深受此类犯罪困扰，广州及深圳甚至出台了「禁摩令」，禁止摩托车在市区通行，但是此举却并未过多考虑大多数合法的摩托车驾驶员感受，强制的实行，造成大批民众的不满，在东莞等地甚至爆发大规模民众“反禁摩”示威事件。2007年8月，湖北荆州于发起「飓风行动」，称「飞车抢劫，拒捕者当场击毙」；郑州则干脆直接打出了「飞车抢劫，当场击毙」的标语。从法律角度来说，这类犯罪在大陆地区定为抢夺罪，与一般抢夺案件并无不同。但如因被害人反抗而将其拖拽，则转化成抢劫罪。抢夺罪依情节不同最低可处3年以下有期徒刑、拘役或者管制，最高可处无期徒刑。
這種犯罪方式在馬來西亞已經成為須關切的議題，許多這類的搶匪造成了連續的暴力事件。由於警力的短缺，許多當地的民眾只好靠自己的力量來逮捕搶匪。